# Марманьяк
Марманья́к (фр. и окс. Marmanhac) — коммуна во Франции, находится в регионе Овернь. Департамент — Канталь. Входит в состав кантона Орийак-4. Округ коммуны — Орийак.
Код INSEE коммуны — 15118.
Коммуна расположена приблизительно в 430 км к югу от Парижа, в 100 км юго-западнее Клермон-Феррана, в 10 км к северу от Орийака.

## Население
Население коммуны на 2008 год составляло 736 человек.
| 1962 | 1968 | 1975 | 1982 | 1990 | 1999 | 2008 |
| ---- | ---- | ---- | ---- | ---- | ---- | ---- |
| 841  | 863  | 890  | 789  | 749  | 706  | 736  |

## Экономика
В 2007 году среди 458 человек в трудоспособном возрасте (15—64 лет) 333 были экономически активными, 125 — неактивными (показатель активности — 72,7 %, в 1999 году было 73,6 %). Из 333 активных работали 303 человека (175 мужчин и 128 женщин), безработных было 30 (14 мужчин и 16 женщин). Среди 125 неактивных 44 человека были учениками или студентами, 53 — пенсионерами, 28 были неактивными по другим причинам.

## Достопримечательности
- Замок Эстан[фр.] (XV век). Памятник истории с 2005 года[3]
- Замок Ла-Вульт[фр.] (XV век). Памятник истории с 1993 года[4]
- Замок Седеж[фр.] (1461 год). Памятник истории с 1987 года[5]
- Церковь Сен-Сатюрнен (XIV—XV века). Памятник истории с 1993 года[6]

## Фотогалерея
- Замок Седеж
- Замок Седеж
- Замок Эстан
- Карта коммуны